# Leipzig (lớp tàu tuần dương)
Lớp tàu tuần dương Leipzig là lớp tàu tuần dương hạng nhẹ sau cùng của Hải quân Đức, bao gồm hai chiếc được đặt tên theo những thành phố của Đức Leipzig và Nürnberg. Chúng đã phục vụ trong Chiến tranh Thế giới thứ hai

## Lịch sử
Dựa trên thiết kế của lớp tàu tuần dương K được cải tiến, Leipzig là lớp tàu tuần dương hạng nhẹ cuối cùng được Đức chế tạo. Tương phản đối với cách được áp dụng trên lớp K, các nhà thiết kế đã bố trí các tháp pháo trên trục dọc của con tàu.
Chiếc thứ hai trong lớp, Nürnberg, được cải tiến đôi chút và khác biệt so với thiết kế nguyên thủy. Sau chiến tranh Nürnberg bị Nga tịch thu như chiến lợi phẩm và đổi tên thành Admiral Makarov, tiếp tục được sử dụng trong nhiều năm tiếp theo. Bị hư hại do trúng ngư lôi và tai nạn, Leipzig ở trong một tình trạng vật chất rất kém, chỉ phục vụ như một tàu huấn luyện, tàu phòng không và trại lính nổi vào lúc chiến tranh kết thúc; nó bị đánh đắm năm 1946.

## Những chiếc trong lớp
| Tàu      | Đặt lườn            | Hạ thủy              | Hoạt động           | Số phận                                                                           |
| Leipzig  | 18 tháng 4 năm 1928 | 18 tháng 10 năm 1929 | 8 tháng 10 năm 1931 | Bị Anh chiếm, đánh đắm tháng 12 năm 1946                                          |
| Nürnberg | tháng 4 năm 1933    | tháng 2 năm 1934     | tháng 2 năm 1935    | Bị Liên Xô chiếm 5 tháng 11 năm 1945, đổi tên thành Admiral Makarov, tháo dỡ 1959 |